# Pherbellia reticulata
Pherbellia reticulata är en tvåvingeart som först beskrevs av Thomson 1869.  Pherbellia reticulata ingår i släktet Pherbellia och familjen kärrflugor. Inga underarter finns listade i Catalogue of Life.